# Mostek, Ústí nad Orlicí
Mostek là một làng thuộc huyện Ústí nad Orlicí, vùng Pardubický, Cộng hòa Séc.